# سيحان (البصرة)
سيحان منطقة في ناحية السيبة بين منطقة القطعة غرباً ومركز ناحية السيبة شرقاً، حدودها شط العرب شرقاً، وطريق الفاو البصرة غرباً، وطولها 5 كيلومترات، في جنوب محافظة البصرة بجنوب العراق، كان في سيحان بساتينُ نخيل وفواكهٍ كثيرةٌ، سُمّيت سيحان على اسم نهر مندرسٍ، كان اسمه نهر سيحان، حفَرَهُ يحيى بنُ خالد البرمكيُّ، وزار هارون الرشيد منطقة سيحان سنة 180 هـ، ووقف عند نهرها، قال البلاذري: سيحان نهر بالبصرة كان للبرامكة، وهم سمّوه سيحان، وقد سمت العرب كل ماء جار غير منقطع سيحان. ذكرَ وليم ويلكوكس المهندس البريطاني المتوفى سنة 1932 في دراسته للري بالعراق أنه كانت أودية كثيرة تمتد من البصرة القديمة(1)، الى الخليج كانت تصب مياهها (تسيح) عند الفيضان أو الأمطار في شط العرب ومنها نهر سيحان، وفي منطقة سيحان حدثت معركة بين قوات الإنكليز الغازية للعراق، وأهالي البصرة في 11 تشرين الثاني سنة 1914. الذين أعلنوا الجهاد مع الدولة العثمانية. فخرجوا في ذي الحجة سنة 1332 الهجرية، وسيطر الإنكليز على المنطقة وتوغلوا لاحتلال البصرة. ذكرَ منطقةَ سيحان عبدُ القادر باش أعيان في كتابه (موسوعة تاريخ البصرة) وقال "وهي الآن من أوقاف ذرية السيد عبد القادر الرديني البصري".

## تلوّث بيئي
في 5 آب سنة 2009 ذكرَ رئيسُ المجلس البلدي في ناحية السيبة ومدير الجمعية الفلاحية في منطقة السيبة أن أهالي السيبة والمناطق المجاورة لها يعيشون في ظل كارثة بيئة ونزوح جماعي من الناحية باتجاه مدينة البصرة وأن الحيوانات نفقت والأشجار هلكت والثروة السمكية قُضي عليها بسبب النفايات وغاز الأمونيا NH3 الواصلة من المنشآت الصناعية والنفطية في مجمع مصافي عبادان في الأراضي الإيرانية المتاخمة للعراق.

## صعوداً إلى سيحان
صعوداً إلى سيحان راوية حرب كتبها الشاعر سامي مهدي، فيها 45 قسماً سجّلت أحداثاً حقيقية وقعت في أسبوعين لمقاتلين صادقي الانتماء يدافعون عن أهالي المنطقة القليلين ويحمون المنطقة من القنص وقذائف هاون وتسلل أحبطوه.

## الهوامش
- «1: كانت البصرة الأولى في غرب شط البصرة في قضاء الزبير حالياً.